# Philaeus daoxianensis
Philaeus daoxianensis là một loài nhện trong họ Salticidae.
Loài này thuộc chi Philaeus. Philaeus daoxianensis được Peng, Gong & Joo-Pil Kim miêu tả năm 2000.